# Najpiękniejsze wioski Francji
Najpiękniejsze wioski Francji (Les Plus Beaux Villages de France) – niezależne stowarzyszenie utworzone w 1982 r. w celu promowania atrakcyjności turystycznej małych wiosek o bogatym dziedzictwie kulturowym. W spisie stowarzyszenia widnieje 168 wsi członkowskich (2022). Przedstawiciel stowarzyszenia zasiada w Narodowej Radzie Turystyki Francji.
Kryteria przyjmowania do stowarzyszenia są dosyć wysokie. Ocena wniosku przez ekspertów trwa od 6 miesięcy do jednego roku, akceptację przechodzi ok. 20% wniosków a po 6-10 latach następuje ponowna weryfikacja przynależności do stowarzyszenia. 
Wioski, które należą do stowarzyszenia, muszą spełnić trzy wstępne kryteria wyboru:
- wiejski charakter wsi (poniżej 2000 mieszkańców),
- co najmniej 2 zabytki dziedzictwa narodowego (sites classés lub monuments historiques),
- lokalne wsparcie w formie głosowania rady[3].

Każda wioska opłaca na rzecz stowarzyszenia roczną składkę, a burmistrz podpisuje Kartę Jakości stowarzyszenia. Członkostwo w Najpiękniejszych wioskach Francji, dzięki wsparciu i promocji, może spowodować wzrost liczby odwiedzających od 10 do 50%. W 2021 roku dołączyło do stowarzyszenia 5 wiosek a w 2022 cztery kolejne. Lista Najpiękniejszych wiosek Francji obejmuje obecnie 168 małych miejscowości rozmieszczonych w 14 regionach i 70 departamentach.
Stowarzyszenie należy do Federacji Najpiękniejszych wiosek na Ziemi (Federation of the Most beautiful Villages on the Earth) założonej w 2012 roku przez stowarzyszenia z Francji, Kanady, Belgii, Włoch, Hiszpanii i Japonii. Podobne stowarzyszenia powstały w Niemczech, Szwajcarii i Liechtensteinie oraz w Rosji.